# Treizième circonscription de la préfecture de Saitama
La treizième circonscription de la préfecture de Saitama (埼玉県第13区, Saitama-ken dai-jūsan-ku) est l'une des seize circonscriptions législatives que compte la préfecture de Saitama au Japon.

## Description géographique
Entre 1994 et 2002, la treizième circonscription de la préfecture de Saitama regroupait les villes d'Iwatsuki, Kasukabe, Kuki et Hasuda et le district de Minami-Saitama.
Entre 2002 et 2013, elle comprenait les mêmes unités administratives à l'exception de la ville d'Iwatsuki.
Entre 2013 et 2022, elle couvrait les villes de Hasuda et Shiraoka, une partie des villes de Kasukabe et Kuki et le district de Minami-Saitama ainsi que, à partir de 2017, une partie de la ville de Koshigaya,.
Depuis 2022, elle réunit les villes de Kuki, Hasuda, Satte et Shiraoka, les districts de Kita-Adachi et Minami-Saitama et une partie du district de Kita-Katsushika correspondant au bourg de Sugito.

## Députés
| Législature | Début de mandat | Fin de mandat | Député élu              | Parti politique | Parti politique |
| ----------- | --------------- | ------------- | ----------------------- | --------------- | --------------- |
| 41e         | 1996            | 2000          | Shinako Tsuchiya        |                 | SE              |
| 42e         | 2000            | 2003          | Shinako Tsuchiya        |                 | SE              |
| 43e         | 2003            | 2005          | Shinako Tsuchiya        |                 | PLD             |
| 44e         | 2005            | 2009          | Shinako Tsuchiya        |                 | PLD             |
| 45e         | 2009            | 2012          | Yōichirō Morioka (ja)   |                 | PDJ             |
| 46e         | 2012            | 2014          | Shinako Tsuchiya        |                 | PLD             |
| 47e         | 2014            | 2017          | Shinako Tsuchiya        |                 | PLD             |
| 48e         | 2017            | 2021          | Shinako Tsuchiya        |                 | PLD             |
| 49e         | 2021            | 2024          | Shinako Tsuchiya        |                 | PLD             |
| 50e         | 2024            | -             | Mikihiko Hashimoto (ja) |                 | PDP             |